# Torre Vileta
La Torre Vileta és una obra del municipi de Cervelló (Baix Llobregat) inclosa en l'Inventari del Patrimoni Arquitectònic de Catalunya.

## Descripció
Es tracta d'una masia de planta rectangular, amb part planta baixa i dos pisos. La façana mira al sud i a la part oest té un cos addicionat rematat amb una galeria de 6 arcades d'arc de mig punt. Al costat est, capçant el terraplè de l'eixida, hi té un annex de serveis.
La coberta de teula és a doble vessant i té el carener paral·lel a la façana principal. L'entrada té un portal d'arc rodó, restaurat amb pedra vermella i aixecat de rasant per uns graons d'obra vista. A l'interior hi ha una gran escalinata de marbre, uns grans arcs de pedra i uns esgrafiats a l'estuc de les parets.

## Història
Els antics propietaris eren els Llobatera, la darrera fou Mercè Llobatera, que es vengué la casa el 1934-35. Els compradors tenien el nom de Guix i actualment són Bosch i Guix.
Originàriament la finca era més gran, ja que part dels terrenys han estat parcel·lats per la urbanització "Torre Vileta".